# Kulgera

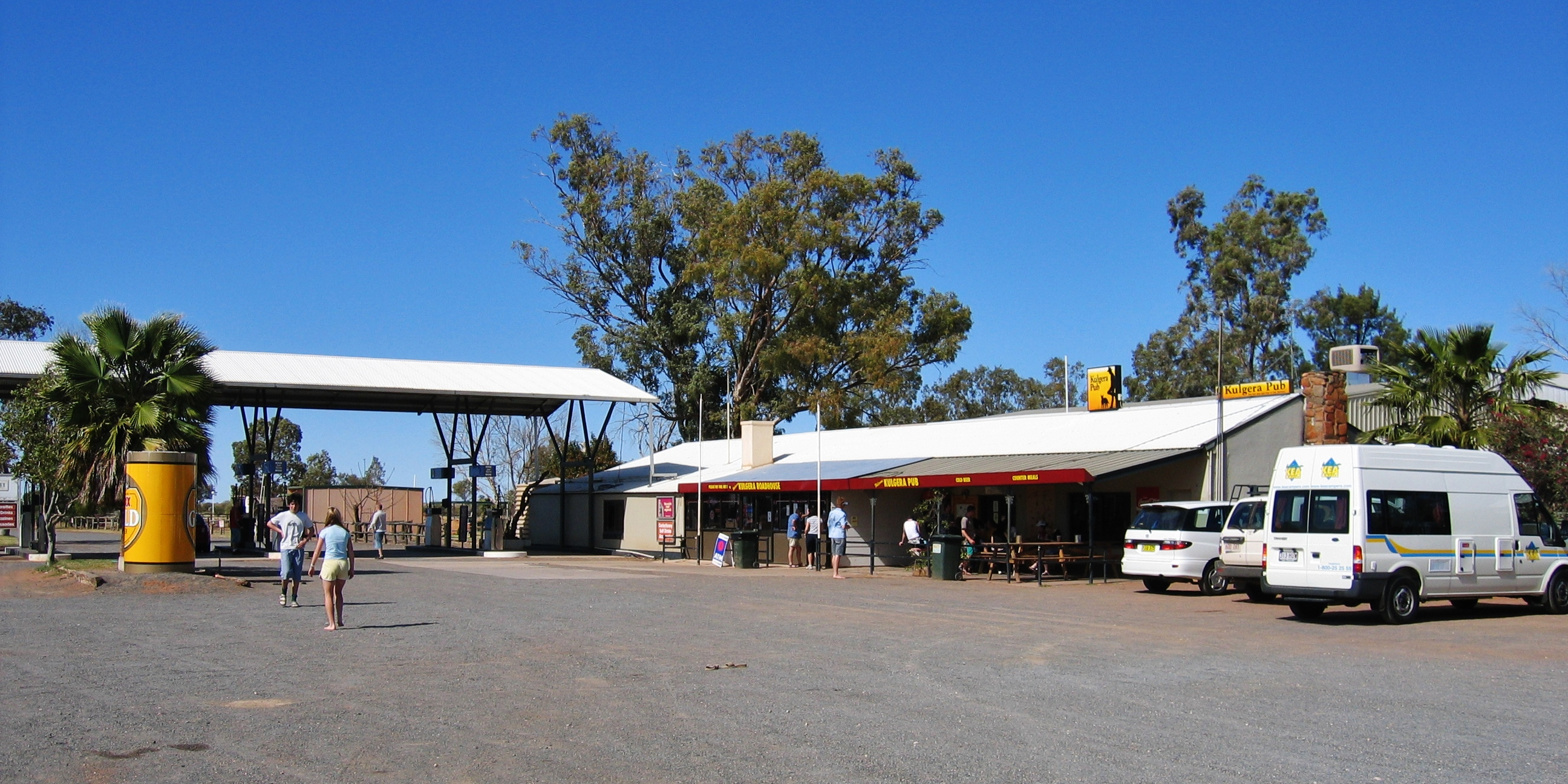
Kulgera Pub (2004)

Kulgera ist eine kleine Siedlung im Northern Territory von Australien. Sie ist 275 Kilometer von Alice Springs und 21 Kilometer von der Grenze zu South Australia entfernt. Damit ist Kulgera der südlichste bewohnte Ort im Northern Territory. Kulgera liegt am Stuart Highway, wo die Straße nach Aputula (Finke) von diesem abzweigt. 2006 hatte der Ort 50 Einwohner.

## Geschichte
Kulgera ist der Aborigines-Name für einen Granitfelsen östlich des Ortes. 

## Verkehr
Kulgera liegt am Stuart Highway und wird von Greyhound Australia regelmäßig angefahren. Zwölf Kilometer von der Siedlung entfernt gibt es eine Bahnstation, die vom Ghan zweimal pro Woche in jede Richtung bedient wird.
Der Flughafen Kulgera Airport (IATA: KGR, ICAO: YKUL) liegt in der Nähe der Siedlung, wird aber nur von Charterflugzeugen genutzt. 